# Recibo
- Commons
- Wikcionário

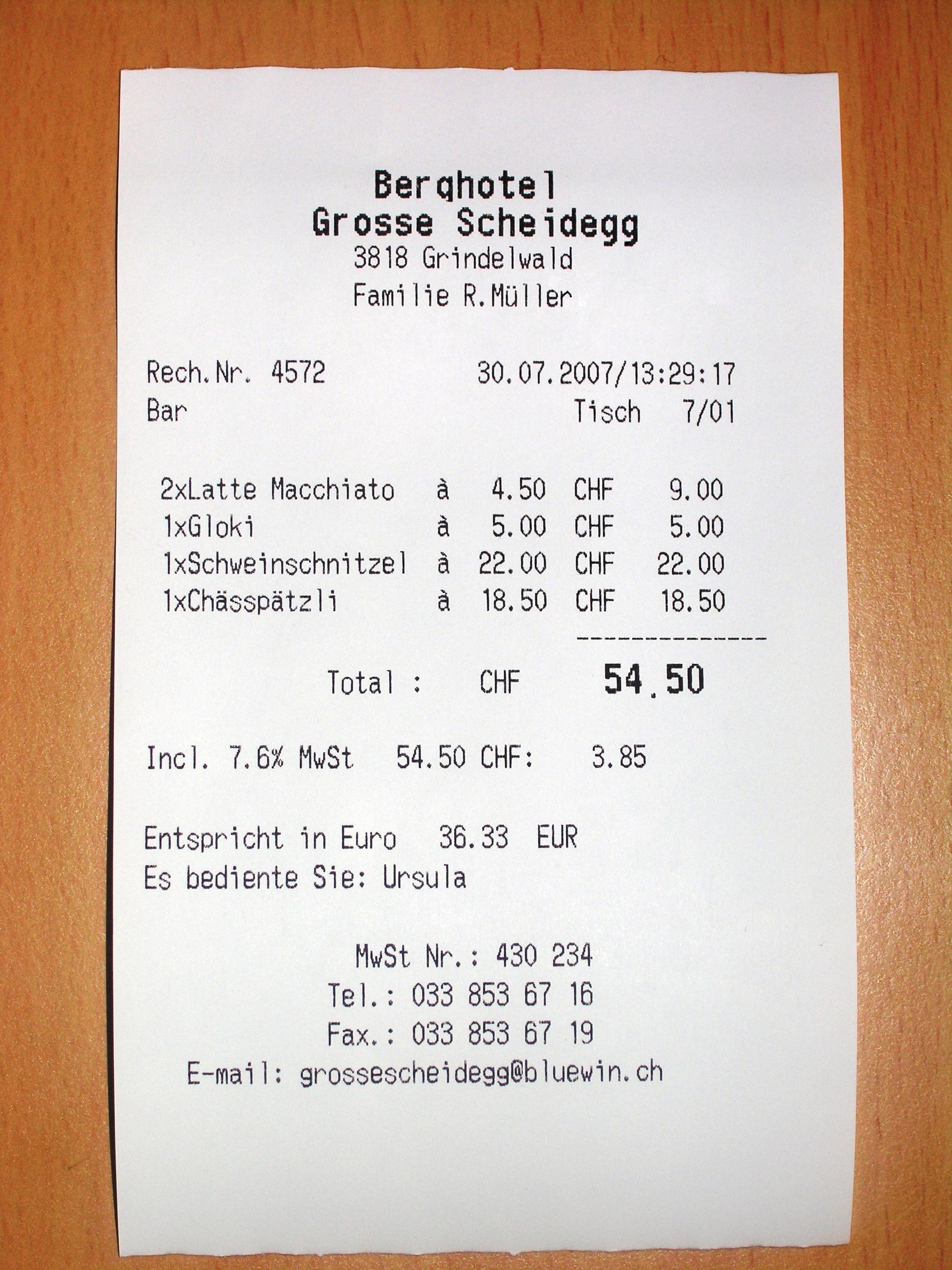
Um recibo

Recibo é um documento escrito em que alguém (pessoa ou empresa) declara ter recebido de outrem o que nele estiver especificado.
Um recibo difere-se da nota fiscal por não ser oficial e/ou servir para a arrecadação de impostos do governo.
A recepção ou comprovante de pagamento é um registro utilizado para comprovar que se pagou por um serviço ou produto. Às vezes, também tem a função de controle fiscal. Existem vários tipos, dependendo do formato, se ele está registrado, e outros recursos:
- Fatura ou pagamento de contas: Contém informações do remetente e do destinatário, os detalhes dos produtos e serviços oferecidos, preços unitários]], preços totais, descontos e impostos.

- Ticket ou tíquete: são normalmente impressos por uma Impressora fiscal (que é registrado) em um rolo de papel (que depois é cortada manualmente ou automaticamente) de uma largura muito menor para as facturas. Cada bilhete é gravado na memória da impressora automaticamente.

- Voucher ou recibo de pagamento: São os dados do cheque emitido para uma pessoa ou empresa, e os detalhes das facturas ou serviços pagos com este cheque emitido, que opera, que opiniões, que o recebe como descrito, recebeu data descrição das facturas (números que são pagos), os preços totais, descontos e impostos. Ele é usado para registro de uma empresa que foi o que foi feito com o pagamento ou emissão de seleção, disse que compreende o comprovante de cópia.